# Jesús Vázquez
Jesús Vázquez Alcalde (Mérida, 2 gennaio 2003) è un calciatore spagnolo, difensore del Valencia.

## Caratteristiche tecniche
È un terzino sinistro.

## Carriera

### Club
Esordisce in prima squadra il 16 dicembre 2020, nella partita di Coppa di Spagna vinta per 4-2 contro il Terrassa.

### Nazionale
Ha giocato nelle nazionali giovanili spagnole Under-16, Under-17, Under-18 ed Under-19.